# ديفيد زدرايليك
ديفيد زدرايليك (بالإنجليزية: David Zdrilic)‏ (13 أبريل 1974 بسيدني في أستراليا - ) هو لاعب كرة قدم أسترالي في مركز الهجوم. شارك مع منتخب أستراليا لكرة القدم. أما مع النوادي، فقد لعب مع سيدني إف سي ونادي آراو ونادي أبردين ونادي سيدني يونايتد 58 ونادي والسول وإس إس في أولم 1846 ونادي أونترهاخينغ وسانت جورج ساينتس ‏ واينتراخت ترير 05 ‏ و.

## وصلات خارجية
- ديفيد زدرايليك على موقع الاتحاد الدولي (مؤرشف)  (الإنجليزية)
- ديفيد زدرايليك على موقع قاعدة بيانات كرة القدم.إي يو (الإنجليزية)
- ديفيد زدرايليك على موقع بيانات كرة القدم. دي إي (الألمانية)
- ديفيد زدرايليك على موقع ناشيونال فوتبول تيمز (الإنجليزية)
- ديفيد زدرايليك على موقع Soccerway.com (الإنجليزية)
- ديفيد زدرايليك على موقع عالم كرة القدم.نت (الإنجليزية)